# 鳥居前站
鳥居前站（日语：／ Toriimae eki */?）是位於奈良縣生駒市元町一丁目，近畿日本鐵道的生駒鋼索線（寶山寺線）車站。車站編號為Y17。乘客可於閘外前往生駒站（C27/A17/G17）轉乘奈良線、生駒線、京阪奈線。

## 歷史
車站名稱取自曾經位於附近的鳥居（一之鳥居）（隨著站前再開發，於1982年遷移至寶山寺內）。
- 1918年（大正7年）8月29日 - 生駒鋼索鐵道車站啟用[1][2]。
- 1922年（大正11年）1月25日 - 公司合併，成為大阪電氣軌道（後來為近鐵）車站。
- 1926年（昭和元年）12月30日 - 此站至寶山寺站之間成為雙線化。
- 1944年（昭和19年）7月 - 寶山寺2號線暫停服務（撤走設備），寶山寺線單線化[2]。
- 1953年（昭和28年）4月1日 - 寶山寺2號線重開[2]，寶山寺線雙線化。
- 2015年度（平成27年度） - 近鐵全線引入車站編號，寶山寺線也引入了車站編號。

## 車站構造
此站是地面車站，設有3面2線的港灣式月台。乘客於中央寬闊月台乘車，站內的月台是位於斜道上，為線內唯一設有這個配置的車站。使車門與月台之間呈一個三角形的梯級。曾經此站月台是樓梯狀，後來在現時的車站大樓進行裝修後，於1980年代前已經變為斜道。
生駒站西南方面向道路。車站大樓是一座兩層高的鋼筋混凝土建築物，一樓主要為生駒警署近鐵生駒站前交番，二樓是車站大樓與月台。生駒站檢票口處設有車站商店街，透過該通道可前往此站。

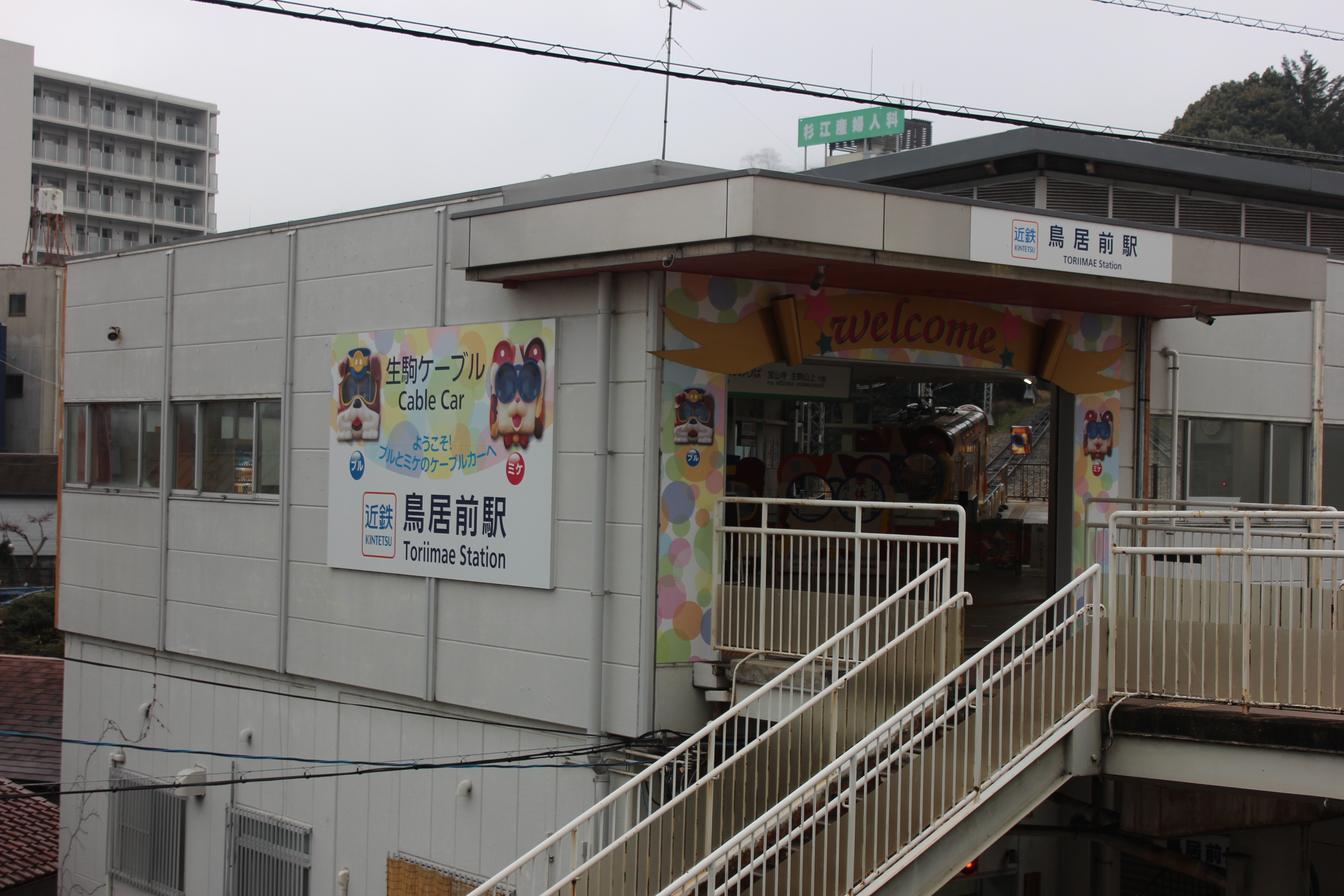
站房(2021年1月)
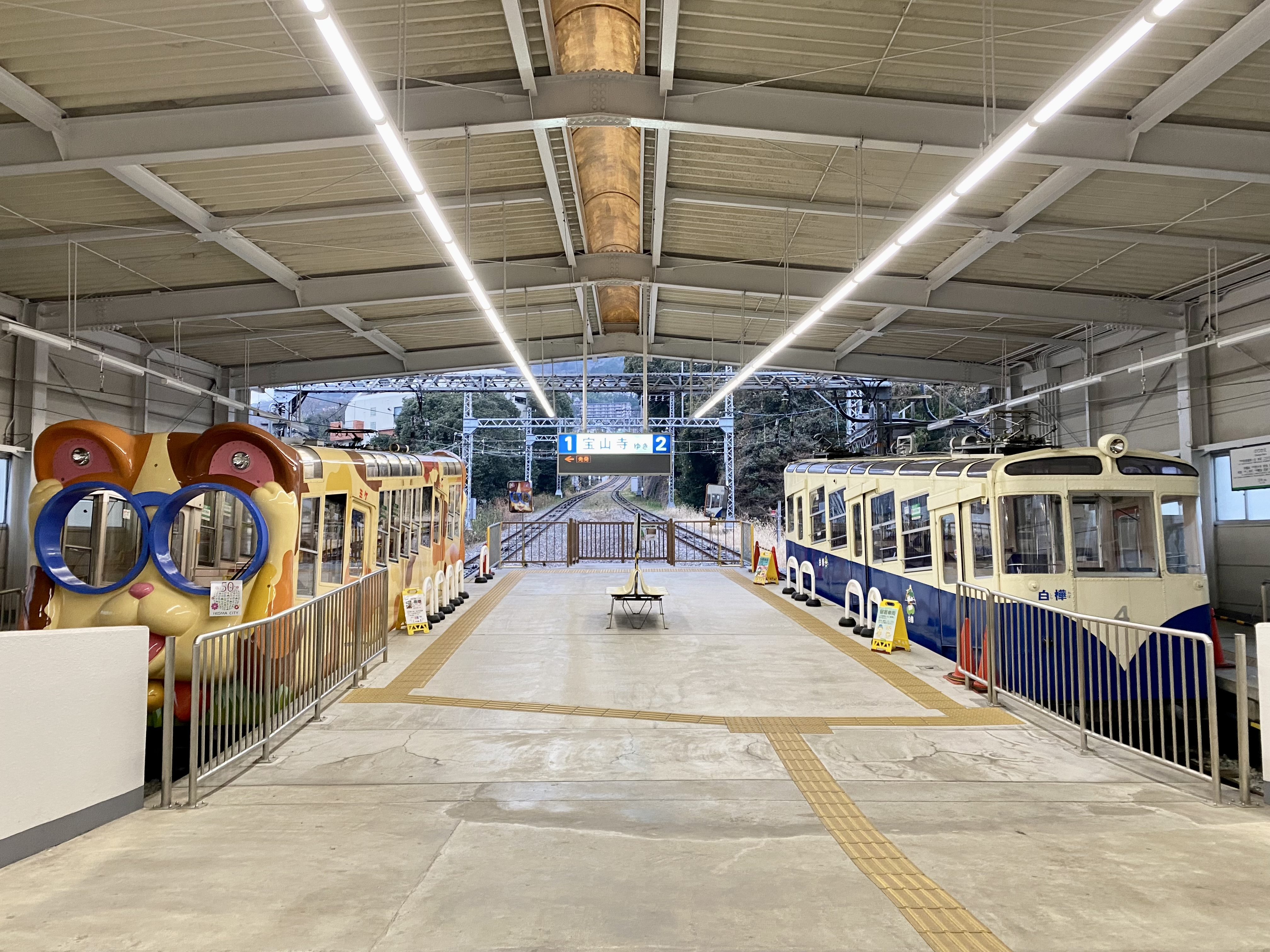
月台(2021年12月)

### 月台
| 月台 | 路線        | 方向       | 備註                             |
| ---- | ----------- | ---------- | -------------------------------- |
| 1    | 寶山寺1號線 | 寶山寺方向 | 通常只會使用1號線                |
| 2    | 寶山寺2號線 | 寶山寺方向 | 多客時或1號線暫停服務時使用2號線 |

## 車站周邊
- 生駒站 - 奈良線、生駒線、京阪奈線
- Green Hill生駒

## 相鄰車站
近畿日本鐵道
 生駒鋼索線（寶山寺線）
鳥居前（Y17）－寶山寺（Y18）

## 注腳
1. ↑  . 產經新聞. 2018-08-29  [2021-01-19]. （原始内容存档于2021-01-27）.
2. 1 2 3  . 產經新聞. 2018-09-04  [2021-01-19]. （原始内容存档于2021-01-27） （日语）.

## 外部連結
- 鳥居前 - 近畿日本鐵道（日語）